# 107 av. J.-C.
Pour les articles homonymes, voir 107 (homonymie).
Cette page concerne l'année 107 av. J.-C. du calendrier julien proleptique.

## Événements
- 10 octobre 108 av. J.-C. (1er janvier 647 du calendrier romain) : début à  Rome du  consulat de Lucius Cassius Longinus et Caius Marius I[1].
  - Le Sénat proroge Quintus Caecilius Metellus Numidicus, proconsul en Afrique, dans son gouvernement. Marius, lieutenant de Metellus, qui ambitionne de mener la guerre contre Jugurtha, se rend à Rome, refuse de reconnaître cette décision et en appelle au peuple. Sur la proposition du tribun Manlius Mancinus, les comices tributes annulent le Sénatus-consulte et transfèrent à Marius la direction de la  guerre contre Jugurtha[2].
  - Pendant ce temps, le roi numide Jugurtha recrute des guerriers Gétules pour combattre Rome, puis avec l’aide son beau-père Bocchus, roi de Maurétanie, reconquiert une partie de son territoire occupé par les troupes romaines[3].
  - Loi Coelia, loi tabellaire pour le vote à bulletin secret des cas de haute trahison[4].
- Automne : Cléopâtre III chasse Ptolémée IX Sôter II vers Chypre et Ptolémée X Alexandre règne seul en Égypte (fin en 88 av. J.-C.)[5]. Il épouse Cléopâtre V Séléné (107-103 av. J.-C.)[6].

- Victoire des Tigurins (Helvètes) conduits par Divico sur les Romains du consul Lucius Cassius Longinus à la bataille d'Agen. Le consul est tué, la plupart de ses soldats sont tués et ses soldats restants sont contraints de passer sous le joug[7].
- Révolte des Volques Tectosages qui assiègent une garnison romaine à Tolosa (Toulouse). L’année suivante, une armée de secours conduite par le consul Quintus Servilius Caepio parvient à faire lever le siège et les Tectosages sont contraints de renoncer à leur trésor estimé à 15 000 talents d’or et d’argent[8].
- Mithridate VI, roi du Pont, intervient en Crimée à l’appel de Chersonèse. Son général Diophantos mate une révolte des Scythes menée par Saumakos. Mithridate annexe le royaume du Bosphore après la mort au combat de son roi Pairisadès V, auquel il intègre la cité grecque de Chersonèse et la Crimée scythe[9].

- Le Serment de Tebtynis est imposé aux paysans d’Égypte pour les lier à la terre[10]. Ils réagissent par la fuite ou « anachorèse » (anakhôrêsis) en demandant l’asile aux temples ou en partant vers Alexandrie. D’autres forment des bandes de brigands qui désolent le pays[11].

## Naissances
- Servilia Caepionis, patricienne romaine.

## Décès
- Pairisadès V, roi du Bosphore.